# Collecteur d'admission
 (juin 2012).
Si vous disposez d'ouvrages ou d'articles de référence ou si vous connaissez des sites web de qualité traitant du thème abordé ici, merci de compléter l'article en donnant les références utiles à sa vérifiabilité et en les liant à la section « Notes et références ».

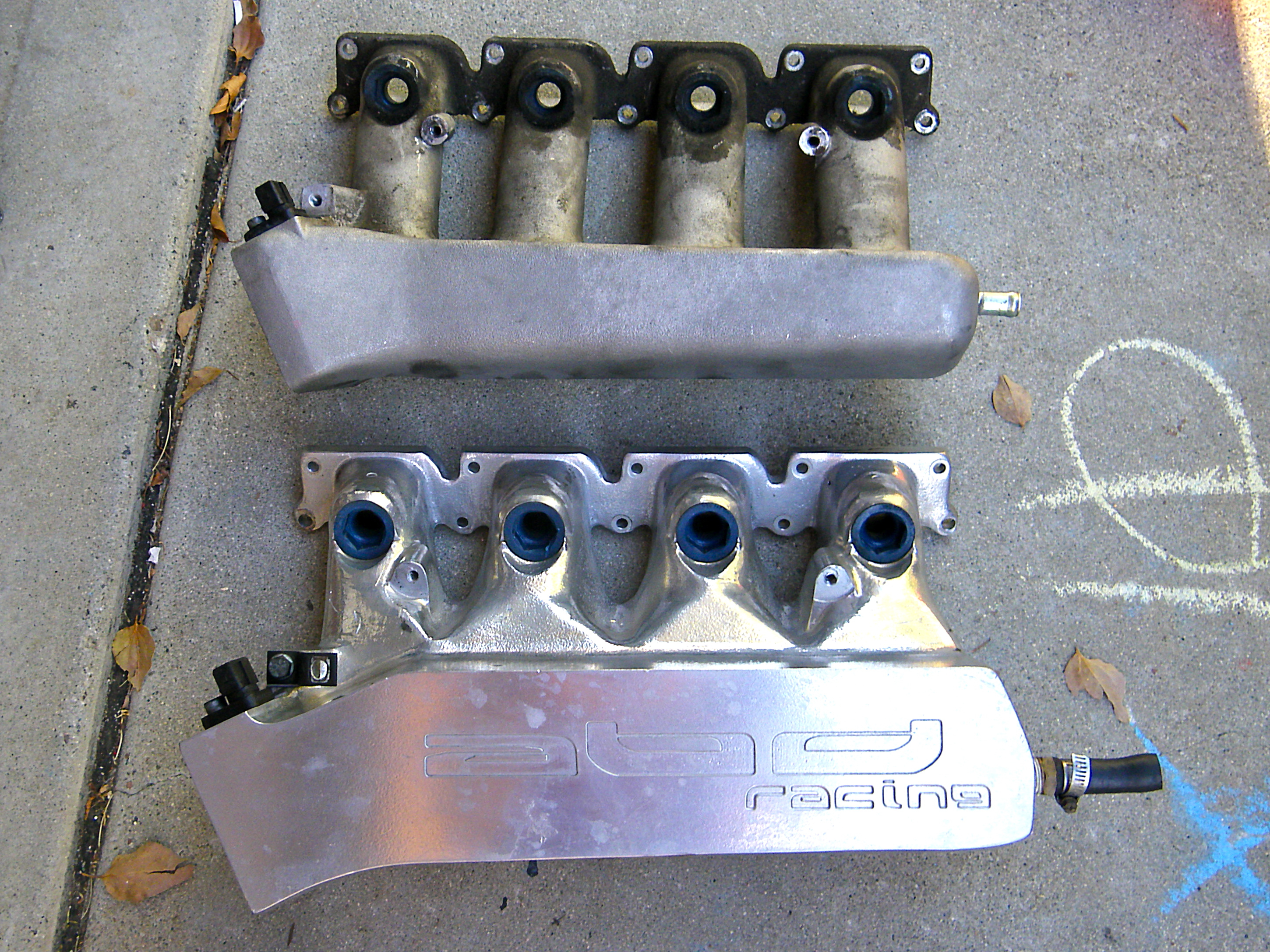
Collecteurs d'admissions : standard en haut et de compétition en bas.

Le collecteur d'admission est un élément de la ligne d'air d'un moteur à explosion multicylindre. Appelé aussi répartiteur, il a pour fonction de fournir, à chaque cylindre, la quantité d'air nécessaire à une combustion complète du carburant.
Cette pièce fait la jonction entre le filtre à air (ou le compresseur d'air) et la ou les culasse(s) du moteur. Elle sert à répartir uniformément l'air admis dans les cylindres.
Elle peut être en fonte moulée (d'acier ou d'aluminium) ou, du fait des faibles températures, en matériau synthétique,.

## Gaz admis
L'air admis provient de l'extérieur avec :
- aucun filtrage des particules, dans les moteurs de compétition et certaines voitures sportives, où une simple grille évite que de gros éléments pénètrent dans les cylindres[a] ;
- un simple filtrage, comme dans le cas du moteur Diesel ou du moteur à allumage commandé à injection directe[3].
- un simple filtrage et vaporisation du carburant, comme dans le cas du moteur à carburateur ou à injection indirecte ; c'est alors un mélange air/essence voire vapeur d'huile, qui circule dans le collecteur[4] ;
- un mélange d'air filtré et de gaz d'échappement refroidis, dosé par une vanne EGR, pour les automobiles dotées de ce dispositif, permettant de réduire la température de combustion dans les cylindres afin de limiter la quantité de NOx rejeté dans l’atmosphère.
- l'air ou le mélange air/essence peut être pressurisé par un turbocompresseur animé par les gaz d'échappement et/ou un compresseur mécanique avant l'arrivée au collecteur afin d’augmenter sensiblement la quantité injectée dans les cylindres (augmentation de la puissance).

Dans un certain nombre de cas, le tuyau du reniflard arrive sur le collecteur d'admission pour que les vapeurs d'huile du carter des soupapes soient recyclées et brulées dans les cylindres.

## Utilisation du gaz
Le gaz sortant du ou des collecteurs d'admission traverse la ou les culasses et une ou plusieurs soupapes d'admission avant d'entrer dans un cylindre.